# Enrico Lacruz
Enrico Lacruz (Arnhem, 31 augustus 1993) is een Nederlandse bokser. Hij komt uit in het lichtgewicht, de klasse tot 60 kilogram. 
In voorbereiding op het Olympisch Kwalificatie Toernooi heeft Lacruz deelgenomen aan de Eindhoven Box Cup 2016 en hier goud gewonnen. De lichtgewicht won in de kwartfinale met 2-1 op punten van Yasin Yilmaz uit Turkije, gevolgd door een unanieme winst in de halve finale op de Israëliër Igor Lazarev. In de finale won La Cruz op split decision van Sula Segawa uit Oeganda.
Lacruz plaatste zich voor de Olympische Zomerspelen 2016 door eind juni 2016 de laatste vier te bereiken van het kwalificatietoernooi in Bakoe. Daarmee voldeed hij aan de internationale eis. Sportkoepel NOC*NSF honoreerde de voordracht van de Nederlandse boksbond. Lacruz schreef het toernooi in Azerbeidzjan uiteindelijk op zijn naam door in de finale Anvar Joenoesov uit Tadzjikistan op punten (3-0) te verslaan. Eerder stelden Peter Müllenberg en Nouchka Fontijn al deelname veilig aan het toernooi in Rio de Janeiro. Daar verloor Lacruz in de achtste finales op punten (2-1) van de Mongoliër Otgondalai Dorjnyambuu, tweevoudig Aziatisch kampioen, nadat hij in de eerste ronde Lai Chu-en uit Taiwan had weten te bedwingen. Lacruz was de eerste Nederlandse bokser die in actie kwam op de Spelen sinds 1992.